# Římskokatolická farnost Bořetice u Hustopečí
Římskokatolická farnost Bořetice u Hustopečí je územním společenstvím římských katolíků v rámci hustopečského děkanství brněnské diecéze s farním kostelem svaté Anny.

## Historie farnosti
První písemná zpráva o Bořeticích pochází z roku 1222, písemné zprávy o kostele jsou z konce 15. století. Tehdy se kostel, který zde však stál již dříve, stal kostelem farním. Během 17. století byl několikrát vypálen a zpustošen (nejdříve v roce 1605 vojsky uherského magnáta Bočkaje, poté během třicetileté války uherskými a švédskými vojsky). Současná podoba farního kostela pochází z konce 17. století. Tehdy byla obec přifařena do Velkých Pavlovic. Kostel byl rozšířen v první polovině osmnáctého století. Byl stále filiálním, zato získal postavení poutního místa. Od konce 18. století však začal chrám postupně chátrat, k výraznější opravě došlo v roce 1840. Opět farním se kostel svaté Anny stal v roce 1879.

## Duchovní správci
Farnost je spravována excurrendo z Kobylí na Moravě. Administrátorem excurrendo byl od srpna 2006 R. D. Mgr. Andrzej Wasowicz. Toho s platností od srpna 2018 vystřídal R. D. Mgr. Tomáš Caha.
K jejich předchůdcům patřili:
- P. Pavel Haluza (1996 – 2006)
- P. Josef Večeřa (1990 – 1996)
- P. Ladislav Veselý (1985 – 2003)
- P. Karel Satoria (1985 – 1990)
- P. Josef Ducháček (1973 – 1985)
- P. Karel Tesařík (1967 – 1973)
- P. Rudolf Dvořák (1961 – 1967)
- P. Martin Vrba (1946 – 1961)
- P. Josef Dvořáček (1945 – 1946)
- P. František Drábek (1940 – 1945)
- P. František Kučera (1938 – 1940)
- P. Adolf Dreiseitl (1912 – 1937)
- P. Jan Křtitel Simčák (1894 – 1912)
- P. Augustyn Vaněk (1879 – 1894)[4]

## Bohoslužby
| Kostel   | Místo    | Bohoslužba (den)     | Hodina                                                  | Poznámka     |
| -------- | -------- | -------------------- | ------------------------------------------------------- | ------------ |
| sv. Anny | Bořetice | neděle úterý čtvrtek | 9.30 18.00 (léto)/17.00 (zima) 18.00 (bohoslužba slova) | Farní kostel |

## Aktivity farnosti
Dnem vzájemných modliteb farností za bohoslovce a bohoslovců za farnosti brněnské diecéze je 30. leden. Adorační den připadá na 22. června.
Ve farnosti se pravidelně pořádá tříkrálová sbírka. V roce 2015 se při ní vybralo 52 218 korun,o rok později 59 560 korun. V roce 2018 dosáhl výtěžek sbírky 61 537 korun. Při sbírce v roce 2019 se vybralo 63 684 korun.
Poslední červencovou neděli se ve farnosti pořádá Anenská pouť, které se kromě domácích účastní i poutníci ze širokého okolí. V letech 2007 – 2010 tuto pouť doprovázel i víkendový festival pro mládež – AnnaFest. Nedělních bohoslužeb se účastní okolo 190 věřících. Funguje zde několik společenství a sdružení, farnost je zapojena do adopce na dálku. Většina akcí se koná na faře, která těsně sousedí s kostelem. V roce 2009 uspořádala farnost farní pouť do Svaté země. Ve stejném roce vystoupily děti z bořetické farnosti na Koncertu naděje u příležitosti návštěvy papeže Benedikta XVI. v Brně.